# Honda Indy V6
L'Honda Indy V6 est un moteur développé et produit par Honda Performance Development-American Honda Motor Company, qui est utilisé en IndyCar Series depuis 2012.
Il a depuis gagné 4 titres constructeurs (2018, 2019, 2020 et 2021) et équipe, en 2023, 5 écuries sur les 12 présentes (Andretti Autosport, Chip Ganassi Racing, Dale Coyne Racing, Meyer Shank Racing et Rahal Letterman Lanigan Racing).

## Spécifications
- Moteur : Honda V6 − bi-turbo hybride
- Cylindrée : 2 200 cm3
- Puissance : 550-700 ch (en fonction du type de circuit)[2],[3]
- Régime maximal : 12 000 tr/min (push-to-pass)
- Poids : 112-113 kg
- Système de lubrification : Carter sec
- Turbocompresseurs : 2 x BorgWarner EFR7163
- Pression turbo (speedway / ovales 1.5 mile / routier/urbain / push-to-pass) :  1,3 bar / 1,4 bar / 1,5-1,6 bar / 1,65 bar
- Arbres à cames : Double arbre à cames en tête (DOHC)
- Soupapes : 4 soupapes (titane) par cylindre
- Injection : Injection directe Keihin (300 bars)
- Carburant : Sunoco Éthanol E85
- Bloc moteur : Aluminium
- Vilebrequin : Acier
- Bielles : Acier
- Pistons : Acier
- Système de traction : ETC
- ECU : McLaren Electronics − TAG-400I
- Durée de vie : 4 000–4 600 km
- Boite de vitesses : Xtrac #1011
- Type : Séquentielle semi-automatique

### Application
- Dallara DW12